# Groupe de Pasiphaé
Le groupe de Pasiphaé est un groupe de satellites naturels de Jupiter qui partagent des orbites similaires.

## Caractéristiques
Le groupe de Pasiphaé regroupe plusieurs satellites, qui orbitent de façon rétrograde autour de Jupiter sur des demi-grands axes compris entre 22 800 000 et 24 100 000 km, des inclinaisons de 144,5 à 158,3° par rapport à l'équateur de Jupiter et des excentricités entre 0,25 et 0,43. Les demi-grands axes sont similaires à ceux du groupe de Carmé, mais les autres éléments orbitaux diffèrent.
À la différence des deux autres groupes rétrogrades (ceux d'Ananké et de Carmé), celui-ci est très dispersé en inclinaison. Peut-être s'agit-il d'un groupe ancien, qui s'est relaxé au fil du temps[réf. nécessaire].
Le groupe est nommé d'après Pasiphaé, son membre le plus grand et le plus massif. Étant rétrogrades, l'Union astronomique internationale réserve, par convention, à ces satellites des noms se terminant en « -e » (les progrades se finissant en « -a »).

Diagramme illustrant l'orbite des satellites irréguliers de Jupiter. Le groupe de Pasiphaé est visible sur le centre-bas.
Diagramme illustrant l'inclinaison des membres du groupe de Pasiphaé (en rouge), d'Ananké (en jaune) et de Carmé (en vert) en fonction du demi-grand axe.
Diagramme similaire au précédent, se focalisant sur le groupe de Pasiphaé.

## Origine
Le groupe de Pasiphaé se serait formé à partir d'un astéroïde capturé par Jupiter et par la suite fragmenté lors d'une collision. L'astéroïde originel n'aurait pas été trop éclaté : son diamètre est estimé à 60 km, à peu près la même taille que Pasiphaé ; ce dernier contiendrait 99 % de la masse originale. Cependant, si Sinopé appartient à ce groupe, il n'en contiendrait que 87 %.
À la différence des groupes de Carmé et d'Ananké, la théorie d'un impact originel unique n'est pas acceptée par toutes les études. En effet, le groupe de Pasiphaé est fortement dispersé en inclinaison. Cependant, des effets de résonance orbitale, connus pour Pasiphaé et Sinopé, peuvent déformer les orbites et fournir une explication de cette dispersion. Alternativement, Sinopé pourrait ne pas provenir de la collision et avoir été capturé indépendamment.
Les différences de couleur entre les objets (gris pour Pasiphaé, rouge pâle pour Callirrhoé et Mégaclité) suggèrent une origine plus complexe qu'une simple collision.

## Membres
Le groupe de Pasiphaé comprendrait Pasiphaé, Sinopé, Callirrhoé, Mégaclité, Autonoé, Eurydomé et Spondé. D'autres études n'y incluent que Pasiphaé et Mégaclité. S/2003 J 23, Hégémone, Cyllèné, S/2003 J 4, Aoédé et Coré pourraient également en faire partie[réf. nécessaire].
La liste suivante récapitule les principales caractéristiques des membres potentiels de ce groupe, classés par demi-grand axe croissant. Les éléments orbitaux sont donnés pour l'époque 6 mars 2006 (JJ 2453800.5) pour Callirrhoé et Coré, 27 octobre 2007 (JJ 2454400.5) pour Pasiphaé et Sinopé et 14 juillet 2004 (JJ 2453200.5) pour les autres. L'inclinaison est relative au plan de l'écliptique.
| Nom         | Demi-grand axe (km) | Dimensions (km) | Période de révolution (d) | Inclinaison (°) | Excentricité |
| ----------- | ------------------- | --------------- | ------------------------- | --------------- | ------------ |
| S/2003 J 23 | 22 739 674          | 2               | 700,54                    | 148,84959       | 0,3930866    |
| Aoédé       | 23 044 196          | 4               | 714,66                    | 160,48205       | 0,6011550    |
| Callirrhoé  | 23 215 007          | 8,6             | 722,62                    | 139,84990       | 0,2582036    |
| Eurydomé    | 23 230 879          | 3               | 723,36                    | 149,32419       | 0,3769618    |
| Sinopé      | 23 368 614          | 38              | 729,80                    | 153,97573       | 0,2684888    |
| Cyllèné     | 23 396 289          | 2               | 731,10                    | 140,14884       | 0,4115910    |
| S/2003 J 4  | 23 570 810          | 2               | 739,29                    | 147,17585       | 0,3003168    |
| Hégémone    | 23 702 532          | 3               | 745,50                    | 152,50633       | 0,4077138    |
| Pasiphaé    | 23 912 238          | 60              | 755,42                    | 143,02787       | 0,3302616    |
| Spondé      | 24 252 648          | 2               | 771,60                    | 154,37289       | 0,4431689    |
| Autonoé     | 24 264 466          | 4               | 772,17                    | 151,05839       | 0,3690118    |
| Coré        | 24 345 115          | 2               | 776,02                    | 137,37156       | 0,1951191    |
| Mégaclité   | 24 687 260          | 5,4             | 792,44                    | 150,39816       | 0,3077601    |